# Luz Rivas

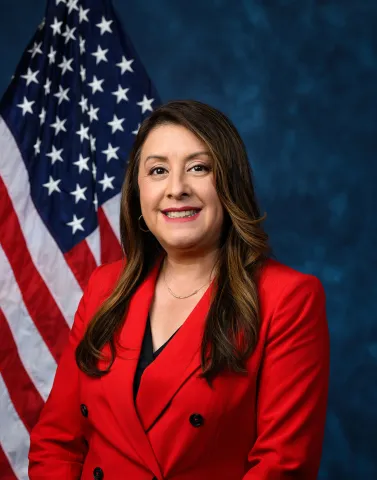
Luz Rivas 2025

Luz Maria Rivas (* 6. Februar 1974 in Los Angeles) ist eine US-amerikanische Politikerin der Demokratischen Partei. Nachdem sie von 2018 bis 2023 den 39. und dann ab 2023 den 43. Wahlkreis im San Fernando Valley in der California State Assembly vertreten hatte, wurde Rivas 2024 im 29. Kongresswahlbezirk Kaliforniens in das Repräsentantenhaus gewählt.

## Lebensweg
Sie wurde als Tochter von Einwanderern aus Mexiko geboren und von ihrer alleinerziehenden Mutter großgezogen. Rivas wuchs in Pacoima auf. Sie ging 1991 von der San Fernando High School ab und studierte Elektroingeurswesen am Massachusetts Institute of Technology mit dem Abschluss eines Bachelor 1995. Sie arbeitete dann als Ingenieurin für Motorola. Rivas besuchte schließlich die Harvard University, wo sie 2003 mit einem Master in Education für Technologie abschloss. Luz Rivas gründete 2012 DIY (Do it Yourself) Girls, eine gemeinnützige Organisation, die Mädchen aus dem San Fernando Valley an Naturwissenschaften und Ingenieurswesen heranführt.

## Politik
Luz Rivas wurde 2018 erstmals für den 39. Wahlkreis in einer Nachwahl mit 69,8 % in die California State Assembly  gewählt und entschied auch die Wahl für die folgende volle Legislaturperiode für sich. Bei der Wahl 2022 hatte sie nun im 43. Wahlkreis keine Gegenkandidaten.
Nachdem der Kongressabgeordnete Tony Cardenas sich zur Ruhe setzte, empfahl er Rivas als seine Nachfolgerin bei der Kongresswahl 2024 und auch der Congressional Hispanic Caucus unterstützte ihre Kandidatur. Rivas erhielt Wahlempfehlungen von Senator Alex Padilla, Bürgermeisterin Karen Bass und Gewerkschaften. In der Vorwahl im Mai 2024 qualifizierte sich Luz Rivas mit 49,3 % vor dem Republikaner Benny Bernal für die Stichwahl im Herbst. In dem, im östlichen San Fernando Valley liegendem, Distrikt war Rivas Rivale Bernal für die 2002-Initiative bekannt, das Valley von Los Angeles abzuspalten. Das die Stadtteile Toluca Lake, North Hollywood, Valley Village, Valley Glen, Van Nuys, Lake Balboa, Panorama City, Sun Valley, Arleta und Sylmar, sowie die Enklave San Fernando umfassende Gebiet galt als sichere Hochburg der Demokraten. Die Stichwahl im November entschied sie mit 69,8 % für sich.